# العلاقات الأسترالية الفلسطينية
العلاقات الأسترالية الفلسطينية هي العلاقات الثنائيّة بين دولة فلسطين وجمهورية أستراليا.

## التمثيل الدبلوماسي لأستراليا في فلسطين
افتتح مكتب الممثلية الأسترالية في فلسطين في 23 آب (أغسطس) عام 2000 لدعم العلاقات الثنائية بين أستراليا والسلطة الوطنية الفلسطينية. يقع مقر الممثلية الأسترالية في فلسطين في مدينة البيرة بمحافظة رام الله، ويشغل السفير إدوارد رَسل منصب رئيس البعثة الدبلوماسية الأسترالية في فلسطين اعتبارًا من 12 أبريل (نيسان) عام 2022 وحتى الآن. وعلى الرغم من تمتع مكتب الممثلية الأسترالية في فلسطين بالاستقلالية النسبية الا أنه لا يزال يتبع السفارة الاسترالية في اسرائيل.

## السفارة الفلسطينية في أستراليا
لا تمتلك البعثة الدبلوماسية الفلسطينية في أستراليا صفة رسميّة فحتى الآن لم تعترف الحكومة الإسترالية بدولة فلسطين منذ إعلان استقلالها، وعلى الرغم من ذلك تتعامل الحكومة الأسترالية مع السفارة الفلسطينية في أستراليا للتنسيق مع الجانب الفلسطيني في الضفة الغربية وقطاع غزة. يقع مقر السفارة الفلسطينية في أستراليا في العاصمة الأسترالية كانبرا، ويشغل السفير عزت عبد الهادي منصب رئيس البعثة الدبلوماسية الفلسطينية في أستراليا.

## الموقف الأسترالي من القضية الفلسطينية
كان موقف الحكومة الأسترالية مُتفاوتًا تجاه القضية الفلسطينية على مدار عقود إذ لم تعترف الحكومة الأسترالية بدولة فلسطين حتّى الآن، وعلى الرغم من دعمها الدائم لحل الدولتين كأساس لأنهاء الصراع العربي الإسرائيلي، فقد عارضت بشدة الاستمرار في بناء المستوطنات الاسرائيلية على الاراضي الفلسطينية المحتلة واعتبرت هذا بمثابة عقبة في طريق عملية السلام، كما يرى حزب العمال الأسترالي المعارض للحكومة أن بناء المستوطنات الإسرئايلية يُعتبر مخالفة صريحة للقانون الدولي. وفي عام 2012 شهد موقف الحكومة الأسترالية من القضية الفلسطينية تغيّرًا واضحًا عندما امتنعت أستراليا عن التصويت على ضم فلسطين لمنظمة الأمم المتحدة كدولة مُراقبة غير عضو في الجمعية العامة للأمم المتحدة. وصوتت استراليا مؤخّرًا لصالح انضمام فلسطين الى الانتربول. أعترفت الحكومة الأسترالية السابقة بالقدس الغربية كعاصمة لإسرائيل في عام 2018 أثناء فترة تولي حزب المحافظين للحكومة تحت قيادة سكوت موريسون تماشيًا مع موقف رئيس الولايات المتحدة الأمريكية السابق دونالد ترامب الذي وافق على نقل السفارة الأمريكية في إسرائيل من تل أبيب إلى القدس الغربية باعتبارها عاصمة لإسرائيل، إلا أنّ الحكومة الأسترالية التالية تراجعت عن هذا الاعتراف في تشرين أول (أكتوبر) عام 2022.

## التعاون الاقتصادي
أعلن مكتب التمثيل الأسترالي عقب افتتاح مكتب ممثلية أستراليا في فلسطين في عام 2000 عن إطلاق برنامج للمساعدة الإنمائية في فلسطين يترتب عليه تقديم ما يصل إلى 7.4 مليون دولار سنويًا كدعم للفلسطينيين. انضمت استراليا في عام 2011 الى قائمة أعلى عشر دول في العالم في تقديم المساعدات التنموية والإغاثية للسلطة الفلسطينية بعد أن وقعت الحكومة الاسترالية اتفاقية للتعاون التنموي لمدة خمس سنوات مع حكومة السلطة الوطنية الفلسطينية تعهدت فيها بتقديم مبلغ 22 مليون دولارا سنويا لميزانية السلطة الوطنية الفلسطينية لدعم مشاريع تنموية يتم تنفيذها عن طريق البنك الدولي، كما وقعت اتفاقية مع وكالة الأمم المتحدة لغوث وتشغيل اللاجئين الفلسطينيين (الاونروا) بقيمة 18 مليون دولارا سنويًا تُقدم كدعم للمساعدات الإغاثية، بالإضافة إلى دعم منظمات المجتمع المدني الفلسطيني بحوالي 7 مليون دولارا سنويا. وفي عام 2017 قلصت استراليا دعمها المباشر لميزانية السلطة الوطنية الفلسطينية الى 11 مليون دولار فقط، ولكن مع الحفاظ على نفس مستوى الدعم الذي تقدمه سنويًا للأونروا ومنظمات المجتمع المدني.

## التعاون في مجال الصحة
قامت استراليا بدعم مشروع للصحة في المدارس الفلسطينية الواقعة في منطقة شمال الضفة الغربية وقطاع غزة بحوالي 12 مليون دولار استرالي لمدة ثلاث سنوات عن أن تتولى مؤسسة يونيفيم تنفيذ المشروع.

## التعاون في مجال التعليم
تُقدم أستراليا منحة سنوية لعشرة فلسطينيين من العاملين في القطاع العام لاستكمال دراساتهم العليا لمدة خمس سنوات في الجامعات الأسترالية في مجالات الادارة العامة والمالية والزراعة كجزء من برنامج بناء المؤسسات الفلسطينية، كما أدرجت الحكومة الأسترالية فلسطين كإحدى الدول المستفيدة من برنامج التدريب القيادي الذي يتم تنفيذه من خلال الشراكة بين المؤسسات الفلسطينية والمؤسسات الاسترالية.